# Nokia E5-00
Nokia E5-00 face parte din seria E (Enterprises) fiind un smartphone de afaceri. Este bazat pe platforma S60 cu sistemul de operare Symbian v9.3.
Smartphone-ul funcționează în rețeaua GSM pe benzile 850/900/1800/1900 și în rețeaua UMTS pe benzile 900/1900/2100. 

## Multimedia
Camera foto este de 5 megapixeli cu bliț LED cu rezoluția maximă de 2592 x 1944 de pixeli și focalizare automată.
Înregistrarea video se poate realiza la rezoluția maximă de 640 x 480 pixeli.
Nokia E5 suportă formatele audio MP3/WAV/WMA/eAAC+. Player-ul video este Real Player care suportă formatele MP4/H.264/H.263/WMV.

## Conectivitate
Nokia E5 are Wi-Fi 802.11 b/g cu suport UPnP și tehnologie DLNA. Mai are Bluetooth 2.0 cu EDR, port micro-USB 2.0 și o mufă audio de 3.5 mm.
Smrtphone-ul suportă GPRS, EDGE, HSDPA și HSUPA.
GPS-ul este compatibil A-GPS cu care se poate folosi Ovi Maps. Suportă Mail For Exchange și IBM Lotus Notes Traveler pentru e-mailuri de afaceri.
Browser-ul nu suportă Flash, dar există un client Youtube.

## Caracteristici
- Ecran TFT de 2.4 inchi cu rezoluția care suportă până la 65.535 de culori
- Procesor ARM 11 tactat la 600 MHz
- Memorie internă 250 MB, 256 MB RAM, 512 MB ROM
- Camera de 5 megapixeli cu bliț LED cu rezoluția de 2592 x 1944 de pixeli
- 3G, EDGE, HSDPA, HSUPA
- Wi-Fi 802.11 b/g cu suport UPnP și DLNA
- GPS cu A-GPS, Acces Ovi Maps
- Mufă de 3.5 mm
- Sistem de operare Symbian OS v9.3, Series 60 rel. 3.2
- Bluetooth 2.0 cu A2DP
- Micro-USB 2.0
- Radio FM Stereo cu RDS
- QuickOffice, PDF Viewer și Zip Manager